# 威爾布里厄姆 (麻薩諸塞州普查規定居民點)
威爾布里厄姆（英語：Wilbraham）是位於美國麻薩諸塞州漢登縣的一個普查規定居民點。

## 人口
根據2020年美國人口普查的數據，威爾布里厄姆的面積為14.65平方千米，當中陸地面積為14.48平方千米，而水域面積為0.16平方千米。當地共有人口4003人，而人口密度為每平方千米273.24人。